# Challenger de Qarshi 2017

El torneo Karshi Challenger 2017 fue un torneo profesional de tenis. Perteneció al ATP Challenger Series 2017. Se disputó en su 11.ª edición sobre superficie dura, en Qarshi, Uzbekistán entre el 8 al el 13 de mayo de 2017.

## Jugadores participantes del cuadro de individuales
| Favorito | País                            | Jugador                  | Rank1 | Posición en el torneo |
| -------- | ------------------------------- | ------------------------ | ----- | --------------------- |
| 1        | Bandera de Ucrania              | Sergiy Stakhovsky        | 93    | Cuartos de final      |
| 2        | Bandera de Rusia                | Teimuraz Gabashvili      | 159   | Primera ronda         |
| 3        | Bandera de China Taipéi         | Jason Jung               | 167   | Primera ronda         |
| 4        | Bandera de España               | Adrián Menéndez-Maceiras | 175   | Primera ronda         |
| 5        | Bandera de Kazajistán           | Dmitry Popko             | 182   | Semifinales           |
| 6        | Bandera de Bielorrusia          | Ilia Ivashka             | 183   | Primera ronda         |
| 7        | Bandera de la India             | Ramkumar Ramanathan      | 217   | Primera ronda         |
| 8        | Bandera de Bosnia y Herzegovina | Aldin Šetkić             | 221   | Segunda ronda         |

- 1 Se ha tomado en cuenta el ranking del de mayo de 2017.

### Otros participantes
Los siguientes jugadores recibieron una invitación (wild card), por lo tanto ingresan directamente al cuadro principal (WC):
- Farrukh Dustov
- Sanjar Fayziev
- Temur Ismailov
- Jurabek Karimov

Los siguientes jugadores ingresan al cuadro principal tras disputar el cuadro clasificatorio (Q):
- Vladimir Ivanov
- Vitaly Kozyukov
- Denys Molchanov
- Evgeny Tyurnev

## Campeones

### Individual masculino
- Egor Gerasimov derrotó en la final a  Cem İlkel, 6–3, 7–6(4)

### Dobles masculino
- Denys Molchanov /  Sergiy Stakhovsky derrotaron en la final a  Kevin Krawietz /  Adrián Menéndez-Maceiras, 6–4, 7–6(7)